# Iriški venac
Le mont Iriški venac (en serbe cyrillique : Иришки венац) est un sommet de la Fruška gora, un massif situé dans la région de Syrmie au nord-ouest de la Serbie et dans la province autonome de Voïvodine. Il s'élève à une altitude de 516 mètres.

## Localisation
Le mont Iriški venac se trouve à l'est du massif de la Fruška Gora, à environ 15 km au sud de Novi Sad et à 7 km au nord de la ville d'Irig. Il est longé par une route qui relie Novi Sad à l'autoroute Belgrade-Batrovci (route européenne E 70).

## Tourisme
À proximité immédiate du sommet se trouve le centre d'information du parc national de la Fruška Gora ; on y trouve aussi l'hôtel Morcev, le motel Vojvodina et le restaurant Venac.

## Monument
Le Monument à la Liberté rappelle le souvenir des combattants morts au cours de la lutte de libération nationale yougoslave lors de la Seconde Guerre mondiale ; cette œuvre monumentale, érigée en 1951, est due au sculpteur Sreten Stojanović.

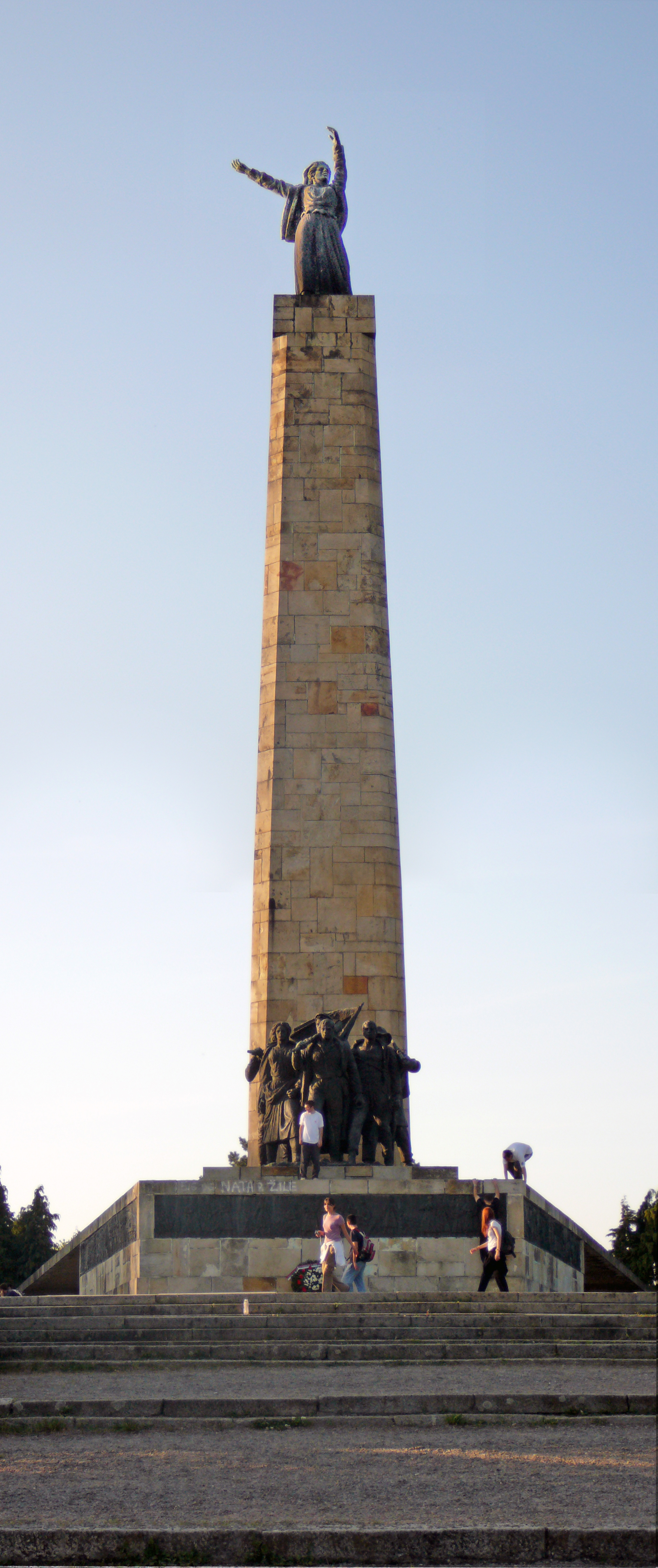
Le Monument à la Liberté
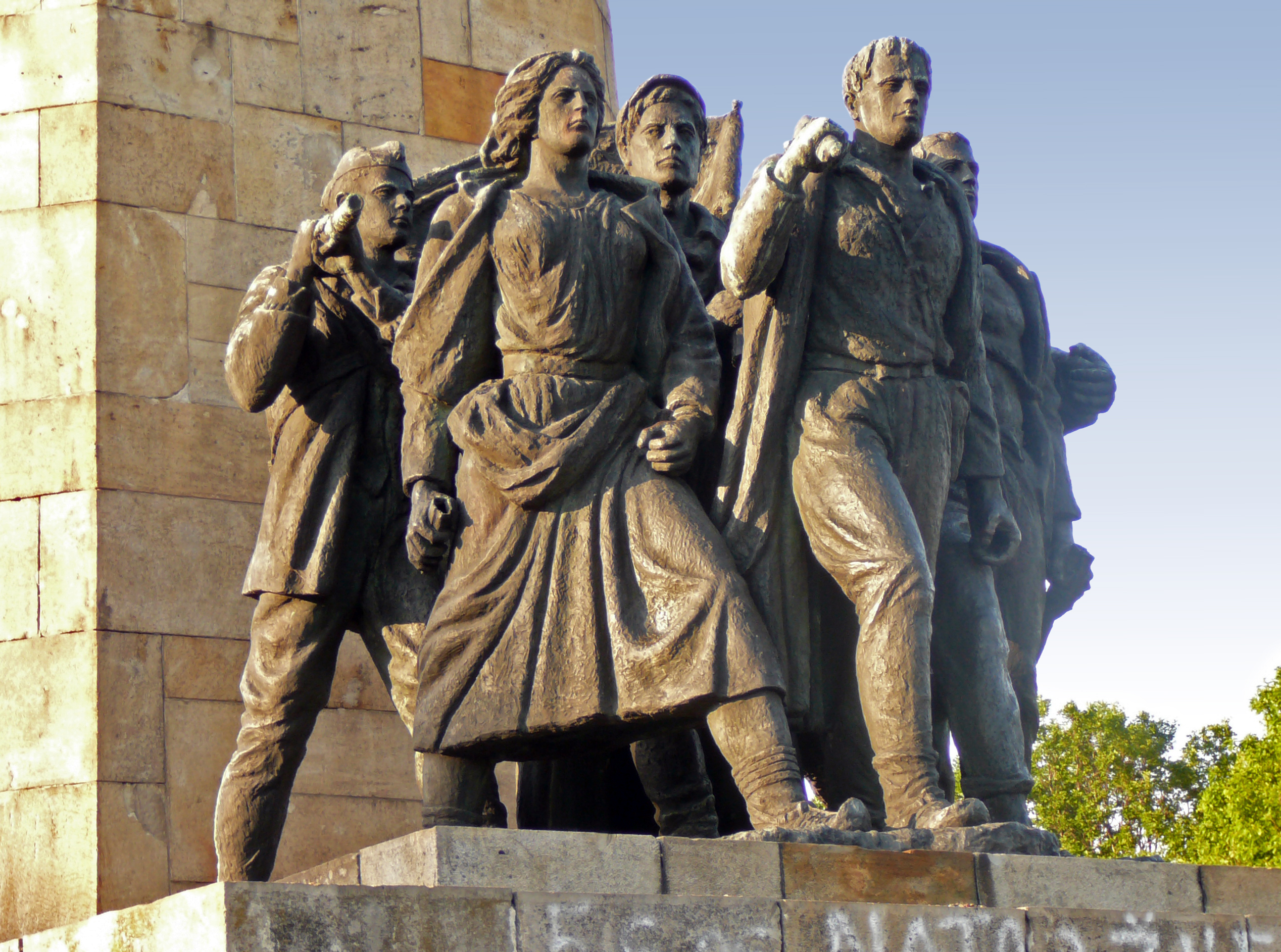
Détail

## Tour de télévision
Au plus haut point du sommet, à 516 mètres, s'élève une tour de télévision en béton armé construite en 1975 ; elle est haute de 170 mètres, dont 20 mètres de mât d'antenne pour les signaux télévisuels.

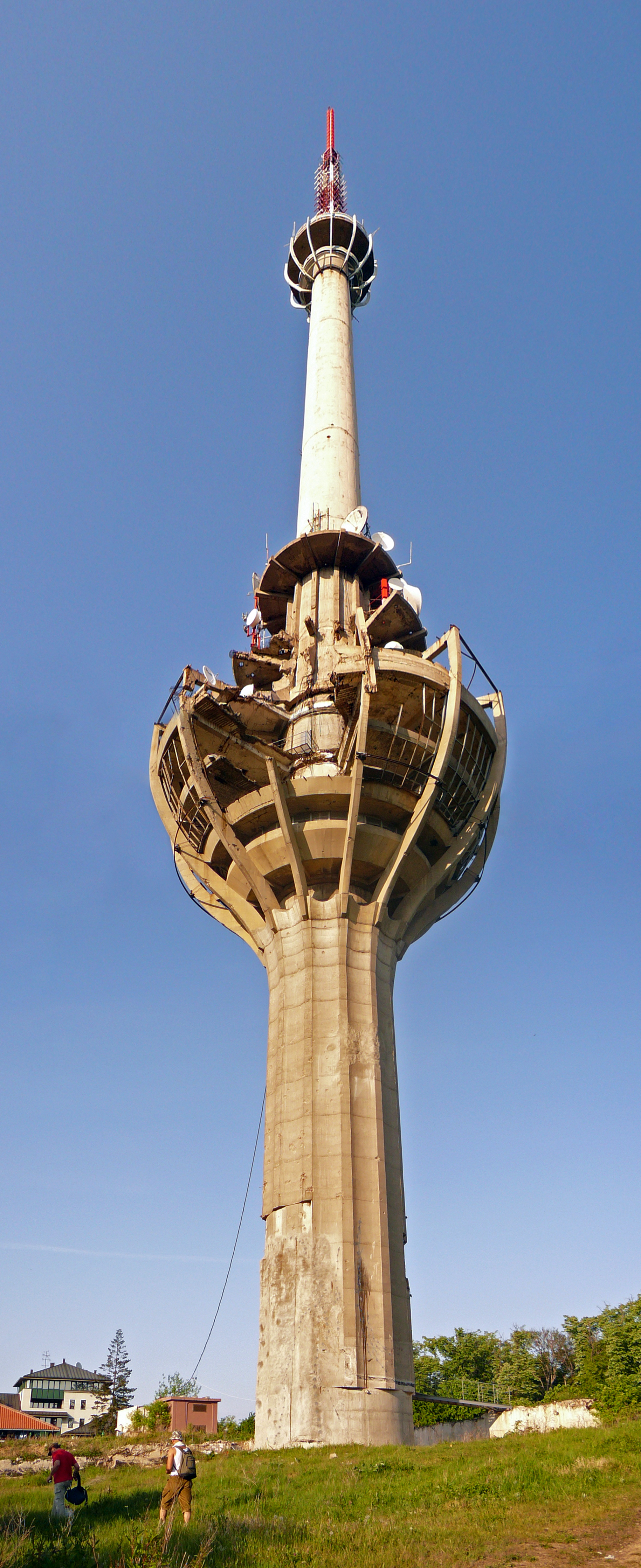
La tour de télévision du mont Iriški venac

En 1999, elle a été touchée lors des bombardements de la Serbie par l'OTAN, avec des dommages estimés à 11,5 millions de dollars ; en 2008, elle a retrouvé partiellement sa fonctionnalité.